# Lord Huron
Lord Huron ist eine US-amerikanische Indie-Rockband aus Los Angeles. 2012 hatten sie mit Lonesome Dreams ihr erstes Chartalbum. Der Song The Night We Met war 2017 dank einer Netflix-Serie, in der er verwendet wurde, ein internationaler Hit.

## Bandgeschichte
Die Band Lord Huron, benannt nach dem Lake Huron, begann als Soloprojekt von Ben Schneider. Der ursprünglich aus Michigan stammende Sänger und Songwriter nahm im Frühjahr 2010 einige selbst geschriebene Songs auf und veröffentlichte sie später im Jahr unter diesem Künstlernamen. Er erhielt positive Resonanz und suchte sich Bühnenmusiker für Liveauftritte. Ab August ging er auf Tour und noch vor Jahresende legte er die zweite EP Mighty mit dem Song The Stranger nach. Bis 2011 hatte er die feste Bandbesetzung mit den beiden Gitarristen Brett Farkas und Tom Renaud, dem Bassisten Miguel Briseno und Mark Barry am Schlagzeug gefunden. Bereits im ersten Jahr traten sie bei renommierten Festivals wie South by Southwest und Lollapalooza auf.
2012 unterschrieb die Band bei Iamsound Records und brachte das Debütalbum Lonesome Dreams heraus. Auf Anhieb schafften sie damit den Einstieg in die US-Albumcharts, wenn auch nur auf Platz 179. Es führte auch zu einem Auftritt in der Tonight Show von Jay Leno. Nach einer großen Tour nahmen sie 2014 das zweite Album Strange Trails auf, mit dem sie im Frühjahr nicht nur auf Platz 23 in USA kamen, sondern sich auch in den britischen Charts platzieren konnten.
Der Albumsong The Night We Met wurde 2017 in der Netflix-Serie 13 Reasons Why verwendet und brachte ihnen einen Hit in USA und in mehreren europäischen Ländern. In Großbritannien bekamen sie dafür sogar eine Goldene Schallplatte. Daraufhin zeigte mit Republic Records ein großes Label Interesse an Lord Huron und schloss einen neuen Plattenvertrag mit ihnen. Vide Noir war 2018 das erste Album bei dem Label. Es brachte sie in die Top 10 der US-Charts.
Zum Soundtrack des Films „Picknick mit Bären“ (A walk in the Woods) mit Robert Redford und Nick Nolte tragen sie die Titel „The birds are singing at night“, „Ends of the earth“, „Brother (Last Ride)“, „The ghost of the shore“ und „She lit a fire“ bei.
In Staffel 6, Folge 10 der Serie „Longmiere“ ist der Titel „Ends of the earth“ zu hören.

## Mitglieder
- Ben Schneider, Sänger
- Brett Farkas, Gitarre
- Tom Renaud, Gitarre
- Miguel Briseno, Bass
- Mark Barry, Schlagzeug

## Diskografie
Alben
- 2010: Into the Sun (EP)
- 2010: Mighty (EP)
- 2012: Lonesome Dreams
- 2015: Strange Trails
- 2018: Vide Noir
- 2021: Long Lost
- 2025: The Cosmic Selector Vol. 1

Lieder
- 2010: The Stranger
- 2012: Ends of The Earth (US: Gold)
- 2015: The World Ender
- 2015: Fool for Love
- 2017: The Night We Met
- 2018: Ancient Names Part I
- 2018: Never Ever

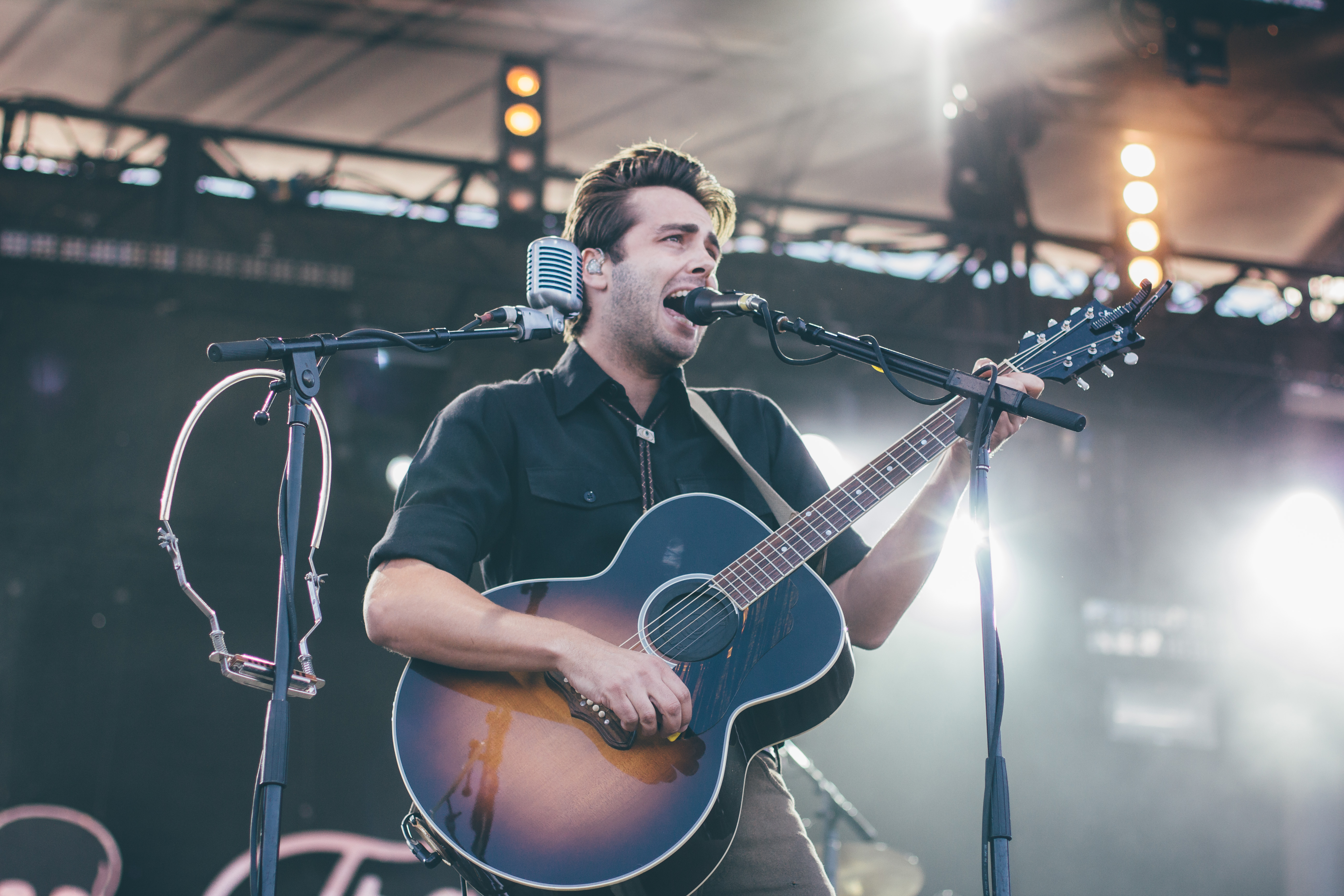
Lord Huron, 2014

- 2018: The Night We Met (feat. Phoebe Bridgers)

## Auszeichnungen für Musikverkäufe
| Goldene Schallplatte - Belgien - 2021: für die Single The Night We Met - Brasilien - 2024: für die Single The Night We Met - Dänemark - 2024: für das Album Strange Trails - Frankreich - 2019: für die Single The Night We Met Platin-Schallplatte - Neuseeland - 2024: für das Album Strange Trails 2× Platin-Schallplatte - Dänemark - 2024: für die Single The Night We Met - Italien - 2024: für die Single The Night We Met - Spanien - 2024: für die Single The Night We Met | 4× Platin-Schallplatte - Griechenland - 2025: für die Single The Night We Met 5× Platin-Schallplatte - Portugal - 2025: für die Single The Night We Met 7× Platin-Schallplatte - Neuseeland - 2025: für die Single The Night We Met |

Anmerkung: Auszeichnungen in Ländern aus den Charttabellen bzw. Chartboxen sind in ebendiesen zu finden.
| Land/RegionAuszeichnungen für Musikverkäufe (Land/Region, Auszeichnungen, Verkäufe, Quellen) | Gold     | Platin       | Verkäufe  | Quellen              |
| -------------------------------------------------------------------------------------------- | -------- | ------------ | --------- | -------------------- |
| Belgien (BRMA)                                                                               | Gold1    | —            | 20.000    | ultratop.be          |
| Brasilien (PMB)                                                                              | Gold1    | —            | 20.000    | pro-musicabr.org.br  |
| Dänemark (IFPI)                                                                              | Gold1    | 2× Platin2   | 190.000   | ifpi.dk              |
| Deutschland (BVMI)                                                                           | —        | Platin1      | 400.000   | musikindustrie.de    |
| Frankreich (SNEP)                                                                            | Gold1    | —            | 100.000   | snepmusique.com      |
| Griechenland (IFPI)                                                                          | —        | 4× Platin4   | 80.000    | Einzelnachweise      |
| Italien (FIMI)                                                                               | —        | 2× Platin2   | 200.000   | fimi.it              |
| Neuseeland (RMNZ)                                                                            | —        | 8× Platin8   | 225.000   | radioscope.co.nz NZ2 |
| Portugal (AFP)                                                                               | —        | 5× Platin5   | 50.000    | Einzelnachweise      |
| Spanien (Promusicae)                                                                         | —        | 2× Platin2   | 120.000   | elportaldemusica.es  |
| Vereinigte Staaten (RIAA)                                                                    | Gold1    | 4× Platin4   | 4.500.000 | riaa.com             |
| Vereinigtes Königreich (BPI)                                                                 | —        | 3× Platin3   | 1.800.000 | bpi.co.uk            |
| Insgesamt                                                                                    | 5× Gold5 | 31× Platin31 |           |                      |